# Diablo (Computerspiel)
Diablo ist ein Action-Rollenspiel, welches von Blizzard North entwickelt und von Blizzard Entertainment im Januar 1997 veröffentlicht wurde. Im November 1997 erschien ein Erweiterungspaket Diablo: Hellfire, welches von Synergistic Software entwickelt wurde. Climax Studios entwickelte eine Portierung für PlayStation, die 1998 von Electronic Arts veröffentlicht wurde. Das Spiel hat mit Diablo II und Diablo III zwei direkte Nachfolger. Der vierte Teil Diablo IV erschien am 6. Juni 2023. 2022 wurde mit Diablo Immortal ein Mobile Game veröffentlicht.

## Handlung
Die Handlung spielt in der Welt von Sanktuario, genauer in dem Dorf Tristram und in einem Dungeon unterhalb der Kirche des Dorfes. Der Spieler wird im Verlauf des Spiels von den Bewohnern des Dorfes durch Handel, Reparatur der Ausrüstung oder Informationen unterstützt.
Im Dungeon kämpft der Spieler gegen Monster und findet dabei unterschiedlichste Gegenstände, wie Waffen und Rüstungsteile, die ihn mit ihren besonderen Eigenschaften unterstützen, oder Zauberbücher in Bibliotheken, die ihm weitere oder verbesserte Zaubersprüche ermöglichen. Oft stößt er auch auf geheimnisvolle Schreine, die ihre gute oder schlechte Wirkung entfalten, wenn sie berührt werden, oder auf Truhen und Sarkophage, die teilweise durch Fallen gesichert sind und in denen nützliche Dinge enthalten sein können. Der Dungeon, in dem das eigentliche Spielgeschehen stattfindet, ist in 16 Ebenen eingeteilt, von denen jeweils vier einen gemeinsamen Bereich darstellen, in dem sich ähnliche Gegner und eine ähnliche Umgebung finden.
Im Einzelspieler-Modus muss er dabei immer wieder Quests erfüllen, die ihm häufig die Bewohner der Stadt erteilen und die eine Belohnung einbringen. Am Ende des Spiels steht der Kampf gegen Diablo.

## Spielprinzip
In Diablo geht es um die Befreiung einer Welt von dem mächtigen Dämon Diablo. Der Spielercharakter durchstreift dabei die Labyrinthe 16 verschiedener Ebenen, in denen er Monster bekämpfen muss, um schließlich in der letzten Ebene gegen Diablo selbst anzutreten.
Durch Töten von Monstern erhält der Charakter Erfahrungspunkte, durch die er ein höheres Charakterlevel erreicht und mächtiger wird. Grundbestandteile der Fähigkeiten sind die vier Charakterwerte „Stärke“, „Magie“, „Geschicklichkeit“ und „Vitalität“. Pro Levelaufstieg erhält der Spieler fünf Punkte, die er beliebig auf die vier Charakterwerte seiner Figur aufteilen kann, bis sie einen jeweils von der Klasse abhängenden Maximalwert erreicht haben. Außerdem hängen die Möglichkeiten und die Ausgangswerte von den drei Charakterklassen ab. Ein Krieger kämpft vornehmlich nur mit Nahkampfwaffen, ein Magier mit Magie und eine Jägerin mit Fernkampfwaffen.
Abhängig von den vier Charakterwerten sind die Sekundärqualitäten Rüstungswert, Trefferwahrscheinlichkeit, Lebens- und Manapunkte sowie Schadensvermögen. Alle Eigenschaften können zusätzlich durch magische Ausrüstungsgegenstände beeinflusst werden. Lediglich die Resistenz gegenüber Magie wird ausschließlich durch diese beeinflusst.

### Gegenstände
Die Waffen, die im Spiel vorkommen, unterteilen sich in verschiedene Gattungen (Bögen, Äxte, Keulen, Schwerter und Stäbe), unter denen es wiederum verschiedene Abstufungen gibt, von denen der Schaden der Waffe, aber auch die Anforderungen an die Figur abhängen. Gleiches gilt für Rüstungen, Schilde und Helme. Amulette und Ringe unterstützen den Spieler durch magische Fähigkeiten. Daneben gibt es Bücher zum dauerhaften Erlernen eines Zauberspruchs, Schriftrollen zur einmaligen Anwendung eines Zauberspruchs, verschiedene Tränke und das dem Handel dienende Gold.
Alle Gegenstände kommen auch als magische Gegenstände vor, die dem Spieler eine zusätzliche Verbesserung seiner Fähigkeiten ermöglichen, solange er diese trägt. Einen besonderen Stellenwert unter den magischen Gegenständen haben die einzigartigen Gegenstände (Unique Items). Während normale magische Gegenstände nur bis zu drei magische Eigenschaften haben, haben Unique Items bis zu sechs verschiedene magische Eigenschaften und einen eigenen Namen.

### Magie
Es gibt drei grundsätzliche Arten von Zaubern: Feuer-, Blitz- und generelle Magiezauber. Jede Figur kann alle Zauber erlernen, sofern man die entsprechenden Bücher auftreibt und der Magiewert der Figur ausreicht, um diese zu lesen. Dies erfordert je nach Stufe und Art des Zaubers mehr oder weniger Magiepunkte.
Gegen alle drei Magiearten können Spielfiguren zu einem bestimmten Grad resistent, Monster darüber hinaus sogar immun sein. Zu den generellen Magiezaubern gehören außerdem Fähigkeiten wie Heilung, Telekinese, Wiederbelebung oder Herbeirufung eines Golems.

## Entwicklung
Die ursprüngliche Entwicklung geht zurück auf David Brevik und die Brüder Erich und Max Schaefer. Sie gründeten 1993 die Firma Condor, die kurz vor der Veröffentlichung Diablos von Blizzard übernommen und in Blizzard North umbenannt wurde. Inspiriert durch Spiele wie NetHack, Moria und Angband und fasziniert von J. R. R. Tolkien und Might and Magic kamen sie auf die Idee, ein Spiel zu entwickeln, das ihren an diesen Vorbildern orientierten Vorstellungen entsprach. Die Echtzeit-Abläufe und die Point-and-Click-Steuerung Diablos waren ursprünglich noch nicht vorgesehen. Stattdessen sollte Diablo ein rundenbasiertes DOS-Spiel werden. Erst durch die Zusammenarbeit mit Blizzard, unter dessen Führung sie ihr Projekt in Angriff nehmen konnten, wurde Diablo als Windows-Echtzeitspiel neu konzipiert.

## Rezeption
PC Games kürte Diablo zum Spiel des Monats. PC Player vergab die Auszeichnung Gold Player. Power Play machte das Spiel zum Titelthema und kürte es später zum Spiel des Jahres. Das Spiel überzeugte auch auf der PlayStation, hatte dort jedoch Probleme mit langen Ladezeiten und dem Anvisieren von Gegnern.
Der Verband der Unterhaltungssoftware Deutschland vergab einen Gold-Award für über 100.000 verkaufte Exemplare in Deutschland.

## Erweiterung
Noch im selben Jahr, in dem Diablo erschienen war, also 1997, wurde Synergistic Software, ein Mitglied der Sierra-Gruppe, mit der Entwicklung einer Erweiterung für Diablo namens „Hellfire“ (englisch für Höllenfeuer) beauftragt. Der zeitliche Rahmen für diesen Auftrag war sehr eng gesteckt, so dass die Erweiterung noch im Dezember 1997 veröffentlicht wurde. Hierdurch wirkte das Produkt unfertig – so fehlte eine Einbettung von Hellfire in die Handlungslinie von Diablo und es gab keinen Mehrspieler-Modus; dieser wurde jedoch als Patch nachgeliefert. Außerdem kam es zu häufigen Abstürzen des Spiels, was bei der Basis-Diablo-Anwendung praktisch nicht auftrat. Später gab es Versuche der Spielergemeinde, diese verbleibenden Probleme selbst in Fan-Patches zu beheben.
Neu waren zwei zusätzliche Labyrinth-Bereiche zu je vier Levels. Ferner gab es mit dem Monk (Mönch) eine neue Charakterklasse, die auf Stabkampf und Magie ausgelegt war und ohne schwere Rüstung auskam bzw. auskommen musste. Zwei weitere Klassen wurden zwar entwickelt, waren aber nicht standardmäßig verfügbar: Dies waren der Barbar (Aussehen des Kriegers), ein reiner Kämpfer ohne jegliches Magietalent und eine Bardin (Aussehen der Jägerin/Räuberin), die zwei Waffen gleichzeitig führen konnte. Dazu kamen zehn neue Zaubersprüche, über 20 neue Monstertypen, zahlreiche Unique Items, einige neue Item-Typen, sechs neue Quests, diverse Öle, mit denen man Waffen verstärken konnte, und Runen.
In der Spielmechanik ergaben sich zwei Veränderungen: Zum einen konnte ein Spieler jetzt in der Stadt rennen, wenn auch nur in Form einer schnellen Animation des Gehens, zum anderen gab es einen Ort im Spiel, an dem man einen Gegenstand verwahren und auf andere der eigenen Charaktere übertragen konnte.